# Dirk Proper
Dirk Wanner Proper (* 24. Februar 2002 in Elst, Overbetuwe, Niederlande) ist ein niederländischer Fußballspieler. Er spielt bei NEC Nijmegen und ist niederländischer Nachwuchsnationalspieler.

## Karriere im Verein
Dirk Proper wurde in Elst (Gemeinde Overbetuwe) in der Provinz Gelderland geboren und spielte bei SV Spero, bevor er in die Akademie von NEC Nijmegen wechselte. Am 13. Dezember 2019 gab er im Alter von 17 Jahren sein Profidebüt, als er bei der 2:3-Niederlage im Zweitligaspiel gegen Almere City FC in der 68. Minute für Mart Dijkstra eingewechselt wurde. In der Folgezeit kam Proper häufiger zum Einsatz, doch aufgrund der damaligen COVID-19-Pandemie wurde die Saison 2019/20 abgebrochen. In der darauffolgenden Saison spielte er regelmäßig, allerdings stand er nicht immer in der Startelf. NEC Nijmegen schaffte es in die Auf-und-Abstiegs-Play-offs und stieg darüber in die Eredivisie auf. In seinem ersten Jahr in der Beletage des niederländischen Fußballs kam Dirk Proper zu 22 Einsätzen und hatte dabei auch 15 Startelfmandate. NEC Nijmegen schaffte souverän den Klassenerhalt und befand sich dabei über weite Strecken der Saison im Mittelfeld der Tabelle.
Seinen Durchbruch hatte Proper im zweiten Erstligajahr, als er sich einen Stammplatz im Mittelfeld eroberte und dabei zunächst als zentraler Mittelfeldspieler eingesetzt wurde, ehe er dann ins defensive Mittelfeld versetzt wurde. Auch in diesem Jahr schaffte der Verein den Klassenerhalt, in der Folgesaison erreichte NEC Nijmegen sogar die Play-offs um die Teilnahme am europäischen Wettbewerb, schied allerdings jedoch im Halbfinale gegen Go Ahead Eagles Deventer aus. Dirk Proper hatte zur Qualifikation für die ligaintenen Play-offs fünf Tore und vier Vorlagen beigesteuert. Zudem erreichte er mit den Nijmegenern das Finale im KNVB-Beker, wo man mit 0:1 gegen Feyenoord Rotterdam verlor.

## Nationalmannschaftskarriere
Dirk Proper ist Nachwuchsnationalspieler der Niederlande. Er vertrat dieses Land bisher in den Altersklassen U15, U16, U17, U18 und U21.